# 屈罢
屈罷（？—？），羋姓，屈氏，名罷，中国春秋時期楚國的大夫。
前528年（鲁昭公十四年、楚平王元年）夏季，楚平王派然丹到宗丘选拔检阅西部的军队，屈罢在召陵选拔检阅东部地区的武装。并且安抚当地的百姓。施舍贫困，救济穷人，抚育年幼的孤儿，奉养有病的老人，收容单身汉，救济灾难，宽免孤儿寡妇的赋税，赦免有罪的人。禁治奸邪，提拔被埋没的贤才。礼待新人，交往旧人，赏功，和睦亲族，任用贤良，物色官吏。与四邻友好，让百姓休养生息五年，然后用兵，合乎于礼。